# Patay Vilmos
Patay Vilmos (Dombóvár, 1953. február 10.) mezőgazdasági gépész, munkavédelmi technikus, gombaszakértő, marketing manager, abszolutórium – Kossuth Lajos Katonai Főiskola, volt polgármester és országgyűlési képviselő (Fidesz-KDNP).

## Életútja
Patayt a 2009. október 11-ei időközi pótválasztás során választották meg Dombóvár polgármesterének, miután az előző polgármester, Szabó Loránd (MSZP) korrupciós botrány miatt lemondott tisztségéről. Patay azonban elvesztette hivatalát, amikor a 2010-es önkormányzati választásokon Szabót újraválasztották polgármesternek. Patay 2010. május 14.-től 2014. május 5.-ig a parlamenti mezőgazdasági bizottság tagja volt. 2013. február 11-én kinevezték a Foglalkoztatási és Munkaügyi Bizottság tagjává.

## Társasági tagság
- Parlamenti Mezőgazdasági Bizottság
- Foglalkoztatási és Munkaügyi Bizottság

## Külső hivatkozások
- A legsikeresebb magyar szervezet volt a Hangya
- Új vezető a Dombóvári Rendőrkapitányság élén